# Grupo de la Democracia Cristiana

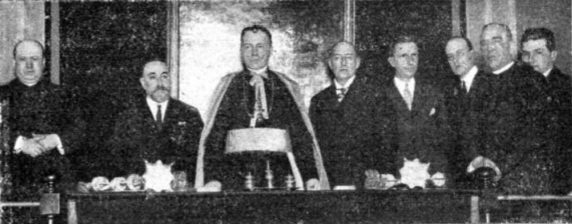
El nuncio de Su Santidad, Federico Tedeschini, presidiendo la clausura del Curso social de la Democracia Cristiana (31 de marzo de 1927).
De izquierda a derecha: Zaragüeta, Aznar, nuncio Tedeschini, López Núñez, Sangro, Jordana de Pozas, Correas y Maseda.

El Grupo de la Democracia Cristiana fue una agrupación española de intelectuales inscrita dentro de la corriente del catolicismo social. Se constituyó en 1919 por iniciativa del excarlista Severino Aznar, con el apoyo del cardenal Guisasola. 
A pesar de su nombre, proclamaría su naturaleza apolítica, empleando la expresión «democracia cristiana» como sinónimo de «acción social popular», de acuerdo con la definición dada por León XIII, si bien recordaría que el mismo papa había manifestado que el catolicismo era compatible con distintas formas de gobierno.
Entre sus fundadores se encontraban personalidades como Maximiliano Arboleya, José Gafo, José Calvo Sotelo y José María Boix. Según Ángel Ossorio y Gallardo, eran reaccionarios en lo político, pero destacaron por su labor social. Influyeron en la ideología del maurismo y de los Sindicatos Libres y en 1923 formaron el Partido Social Popular, el primer partido demócrata-cristiano que hubo en España.

## Historia
Desde finales de 1918, Severino Aznar se había propuesto crear un equipo de intelectuales para el pensamiento social cristiano y su renovación. Influenciado por Ketteler, Aznar compartía la idea de que debía debían repartirse los beneficios sobrantes a los humildes, como un deber moral y jurídico. Rechazaba la explotación de los pobres, repudiando al mismo tiempo la revolución propugnada por el marxismo. Aznar renegaba asimismo del parlamentarismo turnista y consideraba que la dictadura podía ser «un bien», aunque pensaba que debía evolucionar hacia un «régimen de normalidad».
El Grupo fue promovido por el cardenal Guisasola, que convocó una Asamblea en febrero de 1919, a la que fueron invitados Aznar, Arboleya y otros. Las ideas de este «grupo» que aún no había nacido, fueron las que triunfaron tanto en la misma Asamblea como en el Congreso Obrero celebrado en abril del mismo año. El Grupo no era un partido político, ni tampoco un centro de acción social. Sin embargo, se presentaba al público con un programa social común, la parte sindicalista del cual fue encomendada a Maximiliano Arboleya.
En julio de 1919 lanzó su manifiesto fundacional, en el que decía que «el Grupo de la Democracia cristiana es un núcleo cultural, un Círculo de estudios; si no parece inmodesto, una Escuela social». Y aclaraba que la nueva asociación tendría como tarea preeminente el estudio y la especulación doctrinal; que trataría de propagar por escrito y de palabra los principios sociales del catolicismo, procurando que los mismos se aplicasen tanto a la política del Estado como a la actuación de las organizaciones de libre iniciativa.
El manifiesto definía la democracia cristiana como:

la acción de los católicos encaminada a la difusión teórica y a la incorporación práctica de los principios sociales del catolicismo a las costumbres, a las leyes y a las instituciones procurando la justicia social para todos, y de un modo especial la elevación social, económica y moral de las clases menospreciadas y necesitadas.

Para los firmantes, la difusión del catolicismo social era urgente para contarrestar la del socialismo y el anarquismo, pues, según afirmaban:

Por cada libro que en las bibliotecas públicas hace la exposición y la propaganda del Catolicismo social, hay cincuenta que hacen la exposición y defensa del socialismo, del sindicalismo rojo o de la anarquía.

### Denuncia a la jerarquía de la Iglesia
El diario integrista El Siglo Futuro y particularmente el articulista «Fabio», radicalmente opuesto a las ideas del Grupo, lo atacó con vehemencia, alegando que sus doctrinas eran socialistas y atentaban contra el principio de propiedad privada, un derecho natural. El director de dicho diario, Manuel Senante, llegó incluso a acusar al Grupo de la Democracia Cristiana de heterodoxia (por «sillonista») ante las autoridades eclesiásticas, y consiguió que se iniciara un proceso al Grupo. Por esta cuestión, el nuncio Ragonesi, que compartía el parecer de los integristas, acabaría enfrentado al cardenal Guisasola.
En la primera Conferencia de Metropolitanos españoles celebrada en marzo de 1921, que debía dar respuesta al problema, los arzobispos confirmaron en buena medida las tesis integristas. Los arzobispos destacaron que para resolver la cuestión social, el Grupo concedía más importancia a los medios humanos, materiales y económicos que a los factores de orden moral y religioso, tendiendo además a la autonomía respecto a la jerarquía eclesiástica, y señalaron que su manifiesto no utilizaba el título de católico, como alentaba la encíclica de León XIII Graves de communi (1901), en la que el papa había empleado por primera vez la expresión «democracia cristiana», definiéndola simplemente como «la acción benéfica, cristiana, en favor del pueblo», sin mayor contenido político.
Aunque las conclusiones de la Conferencia salvaban globalmente la ortodoxia y buena voluntad del «Grupo», afirmando que «tanto en su Manifiesto como en su Programa, no encontramos principios o afirmaciones que se opongan de un modo abierto a la fe católica ni a las enseñanzas de la Iglesia», señalaban los riesgos: 

la tendencia marcadísima que se observa en dichos documentos a conceder una importancia excesiva, por no decir capital y exclusiva, para la resolución de la cuestión social, a los medios humanos, a los elementos materiales y a las aplicaciones económicas, haciéndoles prevalecer sobre los factores del orden moral y religioso, de los cuales sólo se habla como si ocuparan un lugar accesorio y secundario en las normas de acción social.

En el juicio negativo de los prelados, influyó el informe presentado por Senante, en el que razonaba los errores del Grupo de la Democracia Cristiana y de sus coincidencias con los de Le Sillon, condenados por Pío X en la encíclica Notre charge apostolique (1910).
Sin embargo, el sucesor de Ragonesi, el nuncio Tedeschini, se posicionaría a favor de los demócrata-cristianos. En carta al Secretario de Estado de la Santa Sede, en noviembre de 1921 el nuncio Tedeschini definió el Grupo de la siguiente manera:

El Grupo no es un partido político, no es una organización de clases o un centro de acción social, sino solamente un núcleo cultural que, movido por el noble ideal del reino de la justicia y de la caridad cristiana, del deseo de una intima y sustancial cristianización de la vida, procura estudiar y exponer y defender en medio del pueblo, mediante la propaganda escrita y oral, los principios sociales de la Religión Católica, para sustraerlo a la influencia funesta del socialismo, del sindicalismo revolucionario y del liberalismo.

No obstante, la oposición episcopal y la muerte en 1920 del que había sido su principal valedor, el cardenal Guisasola, acabaría frustrando la iniciativa, si bien el Grupo de la Democracia Cristiana continuaría existiendo: en 1923 sus integrantes fundaron el Partido Social Popular y el Grupo siguió celebrando juntas anuales durante toda la década de 1920.

## Integrantes
La prensa publicó el manifiesto suscrito por las siguientes personalidades: Gregorio Amor, canónigo de Valladolid, Ramón Albó y Martí, doctor en Derecho y publicista; Maximiliano Arboleya, canónigo apologista de Oviedo; Severino Aznar, catedrático de la Universidad de Madrid; José María Boix, director de Revista Social; José Calvo Sotelo, diputado a Cortes, profesor de la Universidad de Madrid; Amando Castroviejo, catedrático de Santiago; Juan Francisco Correas, director de la Acción Social de Jaén; Fr. José Gafo, dominico; Daniel García Hughes, canónigo y catedrático del Seminario de Madrid; P. Gerardo Gil, agustino, profesor de la Universidad libre de El Escorial; Juan de Hinojosa, publicista; P. Bruno Ibeas, agustino, licenciado en Ciencias Históricas; Inocencio Jiménez, catedrático de la Universidad de Zaragoza; Luis Jornada, catedrático de la Universidad de Valencia; José Latre («Le Brun»), publicista; Álvaro López Núñez, secretario general del Instituto Nacional de Previsión; José Llovera, publicista, catedrático del Seminario de Gerona; Salvador Minguijón, catedrático de la Universidad de Zaragoza; José Monge y Bernal, profesor de la Universidad de Sevilla; Francisco Morán, canónigo, catedrático del Seminario de Madrid; Narciso Pla y Deniel, expresidente de Acción Social Popular; Juan Reig y Genovés, del Instituto de Reformas sociales; Pedro Sangro y Ros de Olano, del Instituto de Reformas sociales; José María Zumalacárregui Prat, catedrático de la Universidad de Valencia.
Más tarde, a esta primera lista se fueron sumando otros nombres: Victoriano Flamarique, Manuel Siurot, León Leal Ramos y Manuel Burgos y Mazo, aunque al nombre de este último no se le dio publicidad por ser ministro de Gobernación. También formaría parte del Grupo el jurista Manuel de Bofarull y Romañá.